# 凌毓勋
凌毓勋（1926年—2006年1月29日），男，贵州贵阳人，中华人民共和国政治人物，曾任中华人民共和国物资部副部长，第七、八届全国政协委员。